# Bahnhof Pragersko

Der Bahnhof Pragersko (deutsch Pragerhof) ist ein wichtiger Kreuzungsbahnhof im Nordosten Sloweniens. Er liegt an mehreren slowenischen und grenzüberschreitenden Bahnstrecken.

## Lage
Der Bahnhof liegt im kleinen slowenischen Ort Pragersko in der Gemeinde Slovenska Bistrica zwischen Maribor und Ptuj. Nördlich des Bahnhofs befindet sich ein Gleisdreieck, das die aus Maribor und Ormož kommenden Strecken zusammenführt. In südlicher Richtung verläuft die Bahnstrecke nach Celje und weiter in Richtung Ljubljana.

## Geschichte

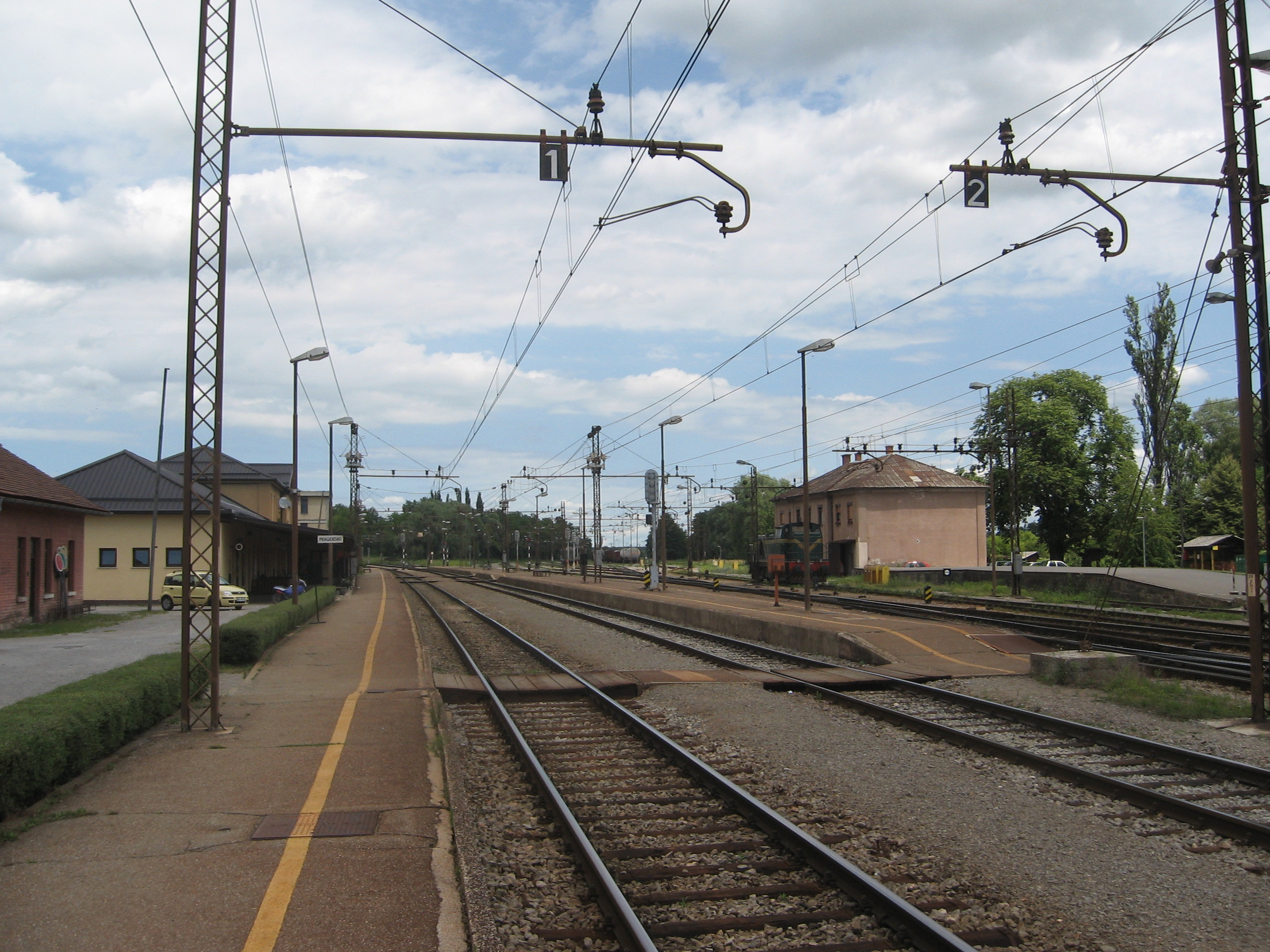
Bahnsteige vor der Modernisierung (2007)

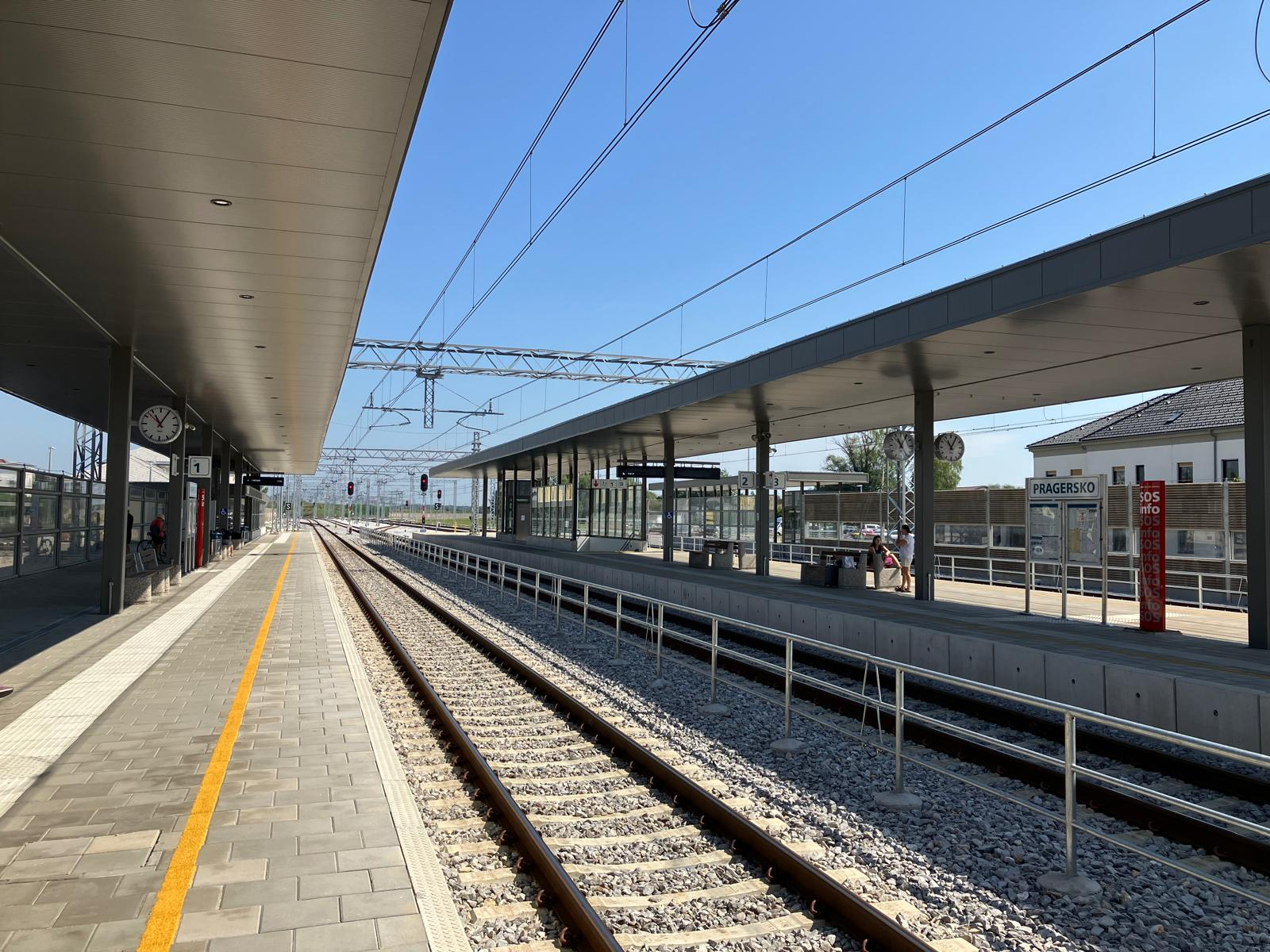
Bahnsteige nach der Modernisierung (2024)

Der Bahnhof Pragersko entstand im Zuge der Erweiterung der Südbahn aus Österreich an die Adriaküste mit Eröffnung der Strecke bis Celje am 2. Juni 1846. Mit der Einweihung der Bahnstrecke ins ungarische Budapest entwickelte sich Pragersko zu einem wichtigen Knotenpunkt im Bahnverkehr zwischen Slowenien und Ungarn.
Am 10. Juli 1917 kam es zu einem schweren Unfall im Bahnhof Pragersko (damals Pragerhof). Bei der Explosion eines Munitionstransports starben 43 Menschen, 75 weitere wurden verletzt. Vier Lokomotiven und 96 Wagen wurden zerstört oder stark beschädigt.
In den Jahren 2022 und 2023 wurde der Bahnhof umfassend modernisiert und neu gestaltet. 2022 entstand eine Unterführung für Fußgänger und Radfahrer und ein 150 m langer Inselbahnsteig, 2023 folgte die Renovierung der vorhandenen Räumlichkeiten sowie der Oberleitungs- und Gleisanlagen. Außerdem wurde eine Straßenunterführung gebaut.

## Betrieb

### Regionalzüge
Pragersko liegt in einer Grenzregion, umschlossen von Österreich, Kroatien und Ungarn. Dementsprechend häufig verläuft auch der Regionalverkehr sehr grenznah. In Richtung Ungarn besteht Regionalverkehr nach Ormož und weiter in Richtung Murska Sobota, seltener bis nach Hodoš an die ungarische Grenze. In Richtung Österreich verkehren Regionalzüge nach Maribor und teilweise weiter bis Šentilj an die österreichische Grenze, in Richtung Kroatien nach Celje und weiter nach Zidani Most bzw. seltener nach Dobova an der kroatischen Grenze.

### Fernzüge
In Pragersko verkehren auch überregionale Züge wie InterCitys nach Maribor, in die Hauptstadt Ljubljana und an die Adriaküste nach Koper. Ein EuroCity fährt außerdem ins österreichische Graz und teilweise weiter bis Wien. Ein weiterer InterCity fährt von Koper kommend über Ormož an die ungarische Grenze nach Hodoš und weiter nach Budapest-Déli.